# William Guthrie (écrivain)
Pour les articles homonymes, voir Guthrie.
William Guthrie est un écrivain et historien écossais, né en 1708 à Brechin (Forfar) et mort en 1770. Il est enterré au cimetière de Marylebone à Londres.
Il vint à Londres après avoir exercé dans son pays la profession de maître d'école. Il se mit aux gages des libraires et du gouvernement, et composa un grand nombre d'ouvrages historiques. Il est surtout connu pour sa Grammaire géographique, historique et commerciale, dont la partie astronomique est due à James Ferguson. Cet ouvrage a été fréquemment réimprimé et a été traduit par Noël et Soulès, Paris, 1807, avec atlas.
Il traduisit en anglais l'écrit de l'écrivain romain Ciceron avec des notes historiques et des explications, qu'il intitula Cicero's epistles to Atticus, publié en 1752.
Il écrivit une histoire de l'Angleterre depuis Edward II jusqu'à Henry VIII, ouvrage intitulé A General history of England, beginning with the reign of Edward the Second and ending with that of Henry the Eighth, publié en 1747.

## Source
Cet article comprend des extraits du Dictionnaire Bouillet. Il est possible de supprimer cette indication, si le texte reflète le savoir actuel sur ce thème, si les sources sont citées, s'il satisfait aux exigences linguistiques actuelles et s'il ne contient pas de propos qui vont à l'encontre des règles de neutralité de Wikipédia.